# Arrows A20
La Arrows A20 fu una vettura di Formula 1 impiegata dalla scuderia inglese nel corso della stagione 1999. Fu progettata da Mike Coughlan. Spinta come la precedente Arrows A19 da un motore costruito in proprio (il modello A20E), era costruita in fibra di carbonio monoscocca, ed era gommata Bridgestone.
Come piloti erano inizialmente annunciati Mika Salo e l'esordiente Pedro de la Rosa, che godeva del supporto della Repsol. A sole due settimane dall'inizio della stagione il finlandese venne appiedato per fare posto al giapponese Toranosuke Takagi, a sua volta dotato di munifici contratti di sponsorizzazione.

## Sviluppo
A causa della partenza di John Barnard e della carenza di liquidità dovuta all'assenza di uno sponsor principale la A20 è un minimo sviluppo della Arrows A19 elaborato da Mike Coughlan, promosso a direttore tecnico della squadra.
Dopo che la ricerca di un nuovo fornitore di motori si concluse in un nulla di fatto venne adottato il motore Arrows A20E, un Arrows T2-F1 già utilizzato la stagione precedente a cui sono state apportate modifiche minori per migliorarne l'affidabilità.
A inizio stagione il sedicente principe nigeriano Malik Ado-Ibrahim ottenne una quota mai precisata della Arrows promettendo di investirvi 125 milioni di dollari e portò il suo futuro marchio T-Minus, pensato come produttore di bevande energetiche e rivenditore di abbigliamento e moto stradali, come sponsor principale, adducendo come garanzia un prestito della banca Morgan, Grenfell & Co.. Alla livrea della A20 viene contestualmente aggiunto un conto alla rovescia verso il lancio ufficiale del brand. A settembre, prima di versare il capitale promesso, Malik Ado-Ibrahim sparì nel nulla e Morgan, Grenfell & Co. intentò una battaglia legale contro di lui e contro la Arrows che portò la banca a rilevare le quote di Ado-Ibrahim.

## Stagione
Dopo il passaggio di Pedro Paulo Diniz alla Sauber venne ingaggiato lo spagnolo Pedro de la Rosa, già collaudatore della Jordan Grand Prix e sostenuto dalla compagnia petrolifera spagnola Repsol. Mika Salo, confermato dalla stagione precedente, venne sostituito a due settimane dall'inizio della stagione dal giapponese Toranosuke Takagi, anch'esso sostenuto da munifici sponsor.

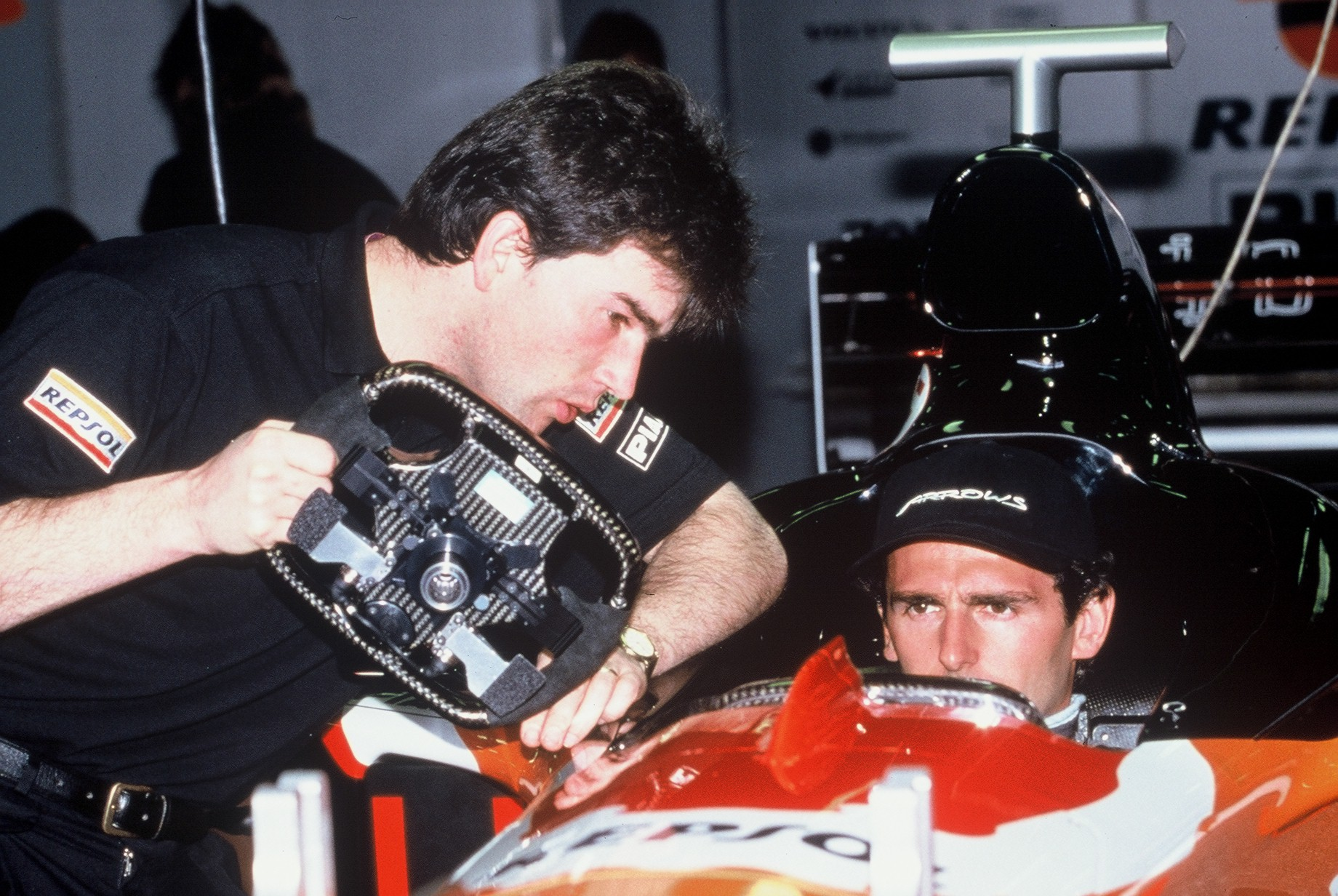
Pedro de la Rosa ad Albert Park

Nel corso della stagione la A20 si rivelò lenta e inaffidabile, riuscendo a competere praticamente con la sola Minardi, principalmente a causa del motore che si rivelò più fragile di quello della stagione precedente nonostante le modifiche apportate. In qualifica la A20 si piazzò costantemente nelle retrovie, ottenendo come migliori piazzamenti un diciassettesimo e un diciottesimo posto all'inaugurale Gran Premio d'Australia, dove peraltro il team ottenne, complici una serie di ritiri, l'unico punto della stagione per mano del debuttante de la Rosa, che concluse sesto seguito da Takagi settimo appena fuori dalla zona punti.
La Arrows concluse la stagione al nono posto della classifica costruttori a pari punti con la Minardi e facendo meglio solo della debuttante British American Racing.
Nel dicembre 1999 Mark Webber fece i suoi primi test con una Formula 1, portando in pista la A20 con un nuovo motore Supertec da utilizzare nella stagione 2000, nuova trasmissione e nuovo controllo elettronico.

## Risultati completi
| Anno | Team   | Motore               | Gomme | Piloti     |   |     |     |     |    |     |    |     |     |     |     |     |     |     |     |     | Punti | Pos. |
| ---- | ------ | -------------------- | ----- | ---------- | - | --- | --- | --- | -- | --- | -- | --- | --- | --- | --- | --- | --- | --- | --- | --- | ----- | ---- |
| 1999 | Arrows | Arrows T2-F1 3.0 V10 | B     | de la Rosa | 6 | Rit | Rit | Rit | 11 | Rit | 11 | Rit | Rit | Rit | 15  | Rit | Rit | Rit | Rit | 13  | 1     | 9º   |
| 1999 | Arrows | Arrows T2-F1 3.0 V10 | B     | Takagi     | 7 | 8   | Rit | Rit | 12 | Rit | SQ | 16  | Rit | Rit | Rit | Rit | Rit | Rit | Rit | Rit | 1     | 9º   |

| Legenda | 1º posto     | 2º posto | 3º posto    | A punti         | Senza punti/Non class.  | Grassetto – Pole position Corsivo – Giro più veloce |
| Legenda | Squalificato | Ritirato | Non partito | Non qualificato | Solo prove/Terzo pilota | Grassetto – Pole position Corsivo – Giro più veloce |